# Dhali
Dhali is een panchayatdorp in het district Tirupur van de Indiase staat Tamil Nadu. 

## Demografie
Volgens de Indiase volkstelling van 2001 wonen er 6.303 mensen in Dhali, waarvan 50% mannelijk en 50% vrouwelijk is. De plaats heeft een alfabetiseringsgraad van 59%.